# Девана
Дева́на (рус. Зевана, Dzewana, Dziewonna) — по Яну Длугошу — богиня охоты в западнославянской мифологии. Возможно, женский мифологический персонаж сезонного обряда.
Согласно «Истории Польши» Яна Длугоша (третья четверть XV века) Dzewana — богиня польского пантеона, соответствующая римской Диане. А. Брюкнер указал, что многое в списке Длугоша является созданием хрониста и не имеет корней в древней славянской мифологии, и в частности богиня Dzewana создана стремлением найти соответствие римскому божеству (в данном случае — Диане).
Упоминаний о Деване нет в фундаментальной научной энциклопедии «Мифы народов мира» (с 1980), в научном Мифологическом словаре (1990) под редакцией Е. М. Мелетинского, в фундаментальной научной энциклопедии «Славянские древности» (1995—2012).
В. В. Иванов и В. Н. Топоров склонны полагать, что, «несмотря на многие неточности и вымысел, список Длугоша отражает мифологическую реальность», указывая в качестве аргумента, что имя Dzewana схоже с пол. dziewa «дева», «девственница», и она как мифологический персонаж выступала в сезонном обряде.
В 1824 году богиня Dziewonna упомянута датским поэтом Б. С. Ингеманном среди богов северных славян.
В честь Деваны назван крупный транснептуновый объект (471143) Девана.